# 척 모스
찰스 W. 모스(Charles W. Morse, 1960년 10월 11일, 뉴햄프셔주 세일럼 ~ )은 미국의 정치인으로 뉴햄프셔주 주지사 권한대행이다.

## 학력
- 플리머스 주립 대학교 이학사

## 경력
- 1998.12 ~ 2002.12 제156·157대 뉴햄프셔 로킹엄 카운티 제28선거구 하원의원
- 2002.12 ~ 2006.12 제158·159대 뉴햄프셔 제22선거구 상원의원
- 2010.12 ~ 2022.12 제162·163·164·165·166·167대 뉴햄프셔 제22선거구 상원의원
- 2018.12 ~ 2020.12 뉴햄프셔 상원 소수당 대표
- 2013.09 ~ 2018.12 제133대 뉴햄프셔 상원의장
- 2017.01 ~ 2017.01 뉴햄프셔 주지사 권한대행
- 2020.12 ~ 2022.12 제135대 뉴햄프셔 상원의장

## 역대 선거 결과
| 선거명      | 직책명                                       | 대수  | 정당   | 득표율 | 득표수   | 결과 | 당락                 |
| ----------- | -------------------------------------------- | ----- | ------ | ------ | -------- | ---- | -------------------- |
| 1998년 선거 | 하원의원 (뉴햄프셔 로킹엄 카운티 제28선거구) | 156대 | 공화당 | 60.25% | 5,148표  | 1위  | 뉴햄프셔 주의원 당선 |
| 2000년 선거 | 하원의원 (뉴햄프셔 로킹엄 카운티 제28선거구) | 157대 | 공화당 | 99.59% | 12,231표 | 1위  | 뉴햄프셔 주의원 당선 |
| 2002년 선거 | 상원의원 (뉴햄프셔 제22부)                   | 158대 | 공화당 | 66.89% | 11,177표 | 1위  | 뉴햄프셔 주의원 당선 |
| 2004년 선거 | 상원의원 (뉴햄프셔 제22부)                   | 159대 | 공화당 | 61.95% | 16,590표 | 1위  | 뉴햄프셔 주의원 당선 |
| 2006년 선거 | 뉴햄프셔 행정위원회 (뉴햄프셔 제3선거구)     | -대   | 공화당 | 43.15% | 35,329표 | 2위  | 낙선                 |
| 2010년 선거 | 상원의원 (뉴햄프셔 제22부)                   | 162대 | 공화당 | 72.85% | 12,325표 | 1위  | 뉴햄프셔 주의원 당선 |
| 2012년 선거 | 상원의원 (뉴햄프셔 제22부)                   | 163대 | 공화당 | 63.40% | 16,972표 | 1위  | 뉴햄프셔 주의원 당선 |
| 2014년 선거 | 상원의원 (뉴햄프셔 제22부)                   | 164대 | 공화당 | 65.57% | 12,928표 | 1위  | 뉴햄프셔 주의원 당선 |
| 2016년 선거 | 상원의원 (뉴햄프셔 제22부)                   | 165대 | 공화당 | 62.41% | 18,717표 | 1위  | 뉴햄프셔 주의원 당선 |
| 2018년 선거 | 상원의원 (뉴햄프셔 제22부)                   | 166대 | 공화당 | 58.55% | 13,571표 | 1위  | 뉴햄프셔 주의원 당선 |
| 2020년 선거 | 상원의원 (뉴햄프셔 제22부)                   | 167대 | 공화당 | 64.74% | 22,191표 | 1위  | 뉴햄프셔 주의원 당선 |